# Junos OS
Junos OS es un sistema operativo basado en Unix, utilizado en los dispositivos de red de Juniper Networks, destinado a crear un entorno para acelerar la implementación de servicios y aplicaciones en una única red.

## Un solo sistema operativo
A diferencia de otros sistemas operativos de red que comparten un nombre común pero se dividen en muchos programas diferentes, Junos OS es un sistema operativo único y cohesivo que se comparte en todos los dispositivos de red y líneas de productos. Junos OS permite a los ingenieros de Juniper Networks desarrollar funciones de software una vez y compartir estas funciones en todas las líneas de productos simultáneamente, lo que reduce la capacitación para cada producto y la interoperabilidad en entornos de producción.

## Interfaz de línea de comandos
La interfaz de línea de comandos (CLI) de Junos OS es una interfaz de comandos basada en texto para configurar, solucionar problemas y monitorear el dispositivo Juniper y el tráfico de red asociado con él. Admite dos tipos de modos de comando.
- Modo operativo: supervisa el estado del hardware y muestra información sobre los datos de red que pasan a través o hacia el hardware.[1]
- Modo de configuración: configura el enrutador, el conmutador o el dispositivo de seguridad de Juniper agregando, eliminando o modificando declaraciones en la jerarquía de configuración.[2]

## Cumplimiento de seguridad FIPS 140-2
Para seguridad de red avanzada, está disponible una versión especial de Junos OS llamada Junos-FIPS 140-2 Security Compliance, que brinda a los clientes herramientas de software para configurar una red de dispositivos Juniper Networks en un entorno de Estándares federales de procesamiento de información (FIPS).

## Kit de herramientas de extensión de Juniper (JET)
Junos OS ofrece interfaces de programación y Juniper Extension Toolkit (JET) para desarrollar aplicaciones que desbloquean más valor de la red. JET es un componente estándar de Junos OS y se ejecuta en todos los enrutadores, conmutadores y dispositivos de seguridad de Juniper. JET simplifica la automatización de las tareas operativas, de configuración y de gestión, proporcionando un amplio conjunto de API abiertas y personalizables para el control, la gestión y los planos de datos. Admite lenguajes de programación estandarizados para el desarrollo de aplicaciones y la comunicación con la base de datos programable rápida de Junos OS a través de formatos de intercambio de datos abiertos y estandarizados. También abre Trio y Express ASIC a través de un conjunto de adaptadores específicos de controladores de terceros, incluidos SAI, OpenFlow y P4.

## Junos Fusion
Junos Fusion ayuda a reducir la complejidad de la red y los gastos operativos al permitir que varios dispositivos distribuidos se administren como un único dispositivo lógico. Hay dos arquitecturas diferentes de Junos Fusion disponibles, una para el borde del proveedor y otra para la empresa.

## División de nodos
La división de nodos es una función de Junos OS que permite crear varias particiones desde un enrutador físico de la serie MX. Cada partición se comporta como un enrutador independiente, con su propio plano de control, plano de datos y plano de administración dedicados, lo que le permite ejecutar múltiples servicios en un enrutador físico.

## Protocolos de enrutamiento y aplicaciones
Junos OS admite una variedad de aplicaciones y protocolos de enrutamiento. También es compatible con la clase de servicio (CoS), Ethernet VPN ( EVPN ), filtros de cortafuegos y reguladores, supervisión de flujo y funciones de capa 2. Es un lenguaje de políticas de enrutamiento flexible que se utiliza para controlar los anuncios de rutas y la selección de rutas. Junos OS generalmente se adhiere a los estándares de la industria para el enrutamiento y la conmutación de etiquetas multiprotocolo ( MPLS ). Junos OS admite mecanismos de alta disponibilidad que no son estándar para Unix, como el reinicio ordenado.

## Arranque seguro
El arranque seguro es una importante mejora de la seguridad del sistema basada en el estándar Unified Extensible Firmware Interface (UEFI). Funciona protegiendo el Sistema Básico de Entrada/Salida (BIOS) de la manipulación o modificación y luego manteniendo esa protección durante todo el proceso de arranque. El proceso de inicio seguro comienza con flash seguro, lo que garantiza que no se puedan realizar cambios no autorizados en el firmware. Las versiones autorizadas de Junos OS llevan una firma digital producida por Juniper Networks directamente o por uno de sus socios autorizados.

## Arquitectura
Junos OS tiene dos variaciones de arquitectura diferentes:
- Junos OS se basa en el sistema operativo FreeBSD y puede ejecutarse como una máquina virtual (VM).
- Junos OS Evolved[8] se basa en el sistema operativo Linux y proporciona acceso directo a las utilidades y operaciones de Linux.

Ambos sistemas operativos utilizan la misma interfaz de usuario de interfaz de línea de comandos (CLI), las mismas aplicaciones y funciones, y las mismas herramientas de administración y automatización, pero la infraestructura de Junos OS Evolved se ha modernizado por completo para permitir una mayor disponibilidad, una implementación más rápida, una mayor innovación, y eficiencias operativas mejoradas.